# 弗拉迪察·科瓦切维奇
弗拉迪察·科瓦切维奇（羅馬化：Vladica Kovačević，1940年1月7日—2016年7月28日），塞尔维亚男子足球运动员，场上位置是前锋。他曾代表南斯拉夫国家队参加1962年国际足联世界杯，结果队伍获得第四名。